# Harvān
Harvān (persiska: هروان, Hīrvān) är en ort i Iran.   Den ligger i provinsen Östazarbaijan, i den nordvästra delen av landet, 400 km nordväst om huvudstaden Teheran. Harvān ligger 1 690 meter över havet och antalet invånare är 617.
Terrängen runt Harvān är varierad.Runt Harvān är det ganska tätbefolkat, med 62 invånare per kvadratkilometer. Närmaste större samhälle är Sarāb, 11,1 km nordväst om Harvān. Trakten runt Harvān består till största delen av jordbruksmark.